# Sistema de Lotka-Volterra Fracionário
O sistema de Lotka-Volterra, desenvolvido  na década de 1920, constitui-se de duas equações diferenciais que de modo geral descrevem a interação entre duas populações,  geralmente, uma população de presas e outra de predadores.  Esse sistema em sua forma básica pressupõe que existe alimento em abundância para as presas e que os predadores são extintos na ausência destas. Esta simplicidade provoca restrições ao modelo, por isso, na tentativa de torná-lo mais realístico alterações podem ser realizadas, sendo comum sua adaptação ao modelo Logístico,  e o uso do cálculo fracionário,  mas existem diversas outras modificações possíveis.
O modelo de Lotka-Volterra fracionário  visa atenuar algumas limitações do modelo básico, como crescimento exponencial das presas na ausência do predador, a extinção de predadores na ausência das presas, falta de complexidade ambiental como a movimentação aleatória de ambas as populações em um meio homogêneo,  entre outros.

## História
As equações de Lotka-Volterra foram desenvolvidas de modo independente, pelo biofísico Alfred J. Lotka (1880-1949) e pelo matemático Vito Volterra (1860-1940). Dada a forma do surgimento das equações, o modelo foi chamado de Lotka-Volterra. O desenvolvimento das equações por parte de Volterra se deu a partir de estudos acerca da interação entre certas populações de peixes no mar adriático, quanto a Lotka, este analisava a dinâmica de drosófilas. O primeiro livro sobre biologia matemática, Elements of Mathematical Biology, tem autoria deste último. 
O cálculo fracionário, ou de ordem arbitrária, originou-se no século XVII, a partir de uma pergunta formulada numa troca de correspondências entre Leibniz e L'Hôpital. Numa destas correspondências, Leibniz o questiona sobre a generalização da derivada de ordem inteira para uma ordem  a princípio, arbitrária, ao que L'Hopital lhe devolve a pergunta com pedido de esclarecimento sobre qual seria sua interpretação de uma derivada de ordem {\displaystyle 1/2} na notação de Leibniz, {\displaystyle d^{1/2}y/dx^{1/2}}. Desde então, muitos matemáticos  e pesquisadores, tem contribuído para este campo, sendo que atualmente suas aplicações adentram campos do conhecimento como Matemática, Física, Química, Biologia entre outras áreas.

## Resumo do sistema deLotka-Volterra clássico
Sejam {\displaystyle a,b,c} e {\displaystyle d} constantes positivas. Considere por simplicidade que, {\displaystyle x=x(t)} denota a população de presas e {\displaystyle y=y(t)} a população de predadores no tempo {\displaystyle t}, nestas condições é dado o seguinte par de equações
{\displaystyle {\frac {dx}{dt}}=x(a-yb)}
{\displaystyle {\frac {dy}{dt}}=-y(c-xd)}
Este sistema tem duas soluções de equilíbrios, {\displaystyle P(0,0)} e {\displaystyle Q(c/d,a/b)}. Com o uso da Regra da Cadeia pode-se unificar este sistema numa única equação diferencial, obtendo-se
{\displaystyle {\frac {dy}{dx}}=-{\frac {y}{x}}{\frac {c-xd}{a-yb}},}
cuja solução geral é dada por
{\displaystyle f(x,y)\equiv c\ln x-xd+a\ln y-by=K,}
na qual {\displaystyle K} é a constante de integração e as trajetórias definidas pelo sistema são as curvas de níveis da função {\displaystyle f(x,y).}

## Sistema de Lotka-Volterra fracionário
Com o objetivo de amenizar certas restrições inerentes ao modelo clássico de Lotka-Volterra, apresenta-se a generalização fracionária do sistema, isto é,
{\displaystyle D_{t}^{\alpha }x(t)\equiv {\frac {\partial ^{\alpha }}{\partial t^{\alpha }}}x(t)=ax(t)-bx(t)y(t)}
{\displaystyle D_{t}^{\beta }y(t)\equiv {\frac {\partial ^{\beta }}{\partial t^{\beta }}}y(t)=-cy(t)+dx(t)y(t)}
Na qual  0 < {\displaystyle \alpha ,\beta } ≤ 1, {\displaystyle a,b,c}   e   {\displaystyle d}  são constantes positivas e as derivadas fracionárias são tomadas no sentido de Caputo. Assim como no modelo clássico, {\displaystyle x} e {\displaystyle y} representam, respectivamente, as populações de presas e predadores, ambas no instante {\displaystyle t}. O fato das ordens {\displaystyle \alpha } e {\displaystyle \beta } poderem ser distintas ameniza a falta de complexidade ambiental no modelo, tornando-o mais realístico, assim como os valores de {\displaystyle \alpha } e {\displaystyle \beta }, e das constantes {\displaystyle a,b,c} e {\displaystyle d} serem determinadas experimentalmente.
A dimensão efetiva do sistema, {\displaystyle D}, é dada pela soma das ordens da equação, isto é, {\displaystyle D=\alpha +\beta .}

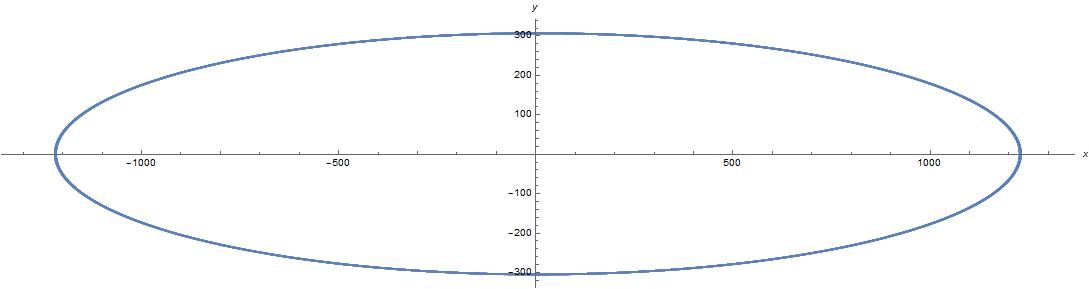
Curva obtida a partir da solução com e.

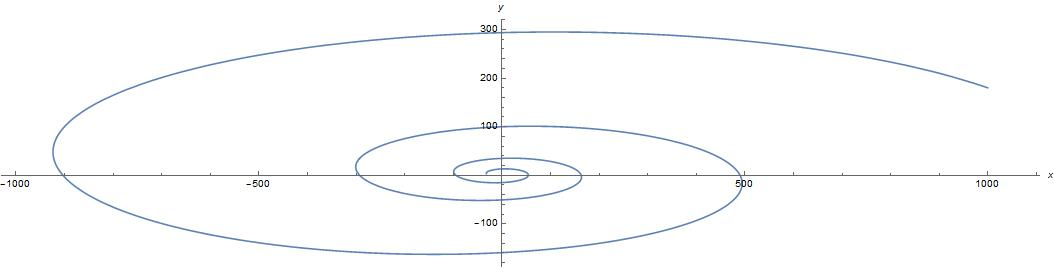
Curva obtida a partir da solução com e.

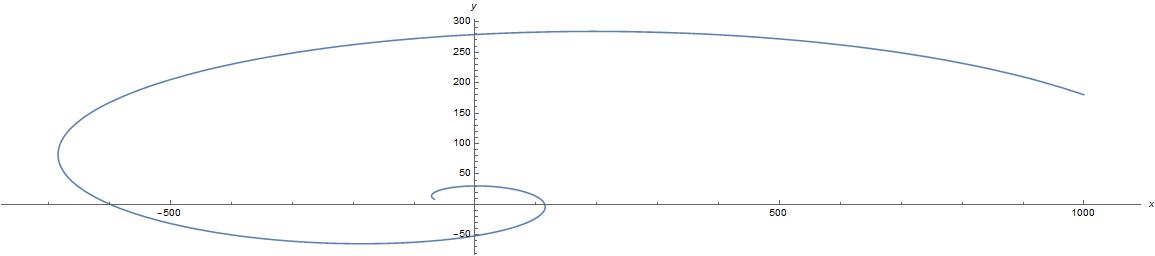
Curva obtida a partir da solução com e.

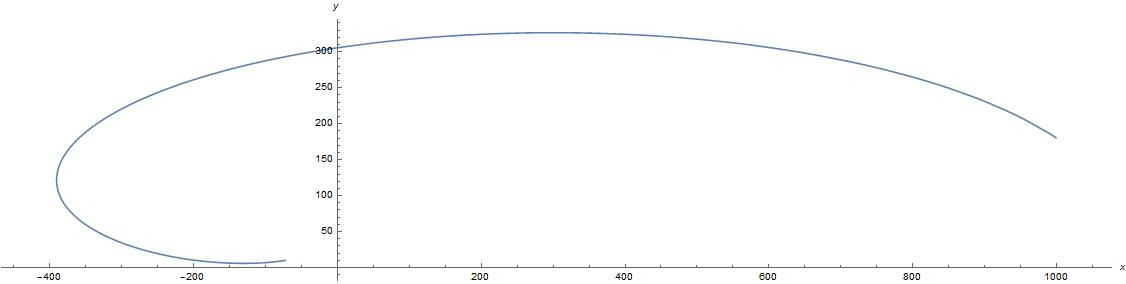
Curva obtida a partir da solução com e.

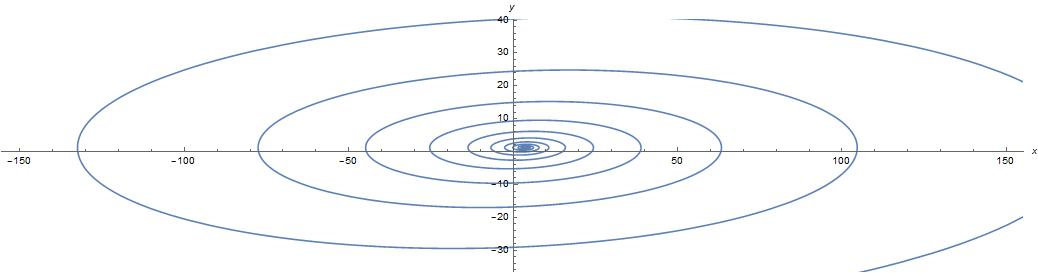
Curva obtida a partir da solução com e.

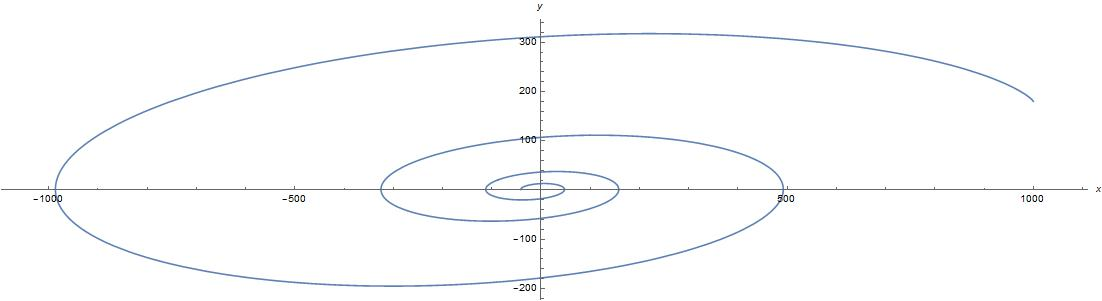
Curva obtida a partir da solução com e.

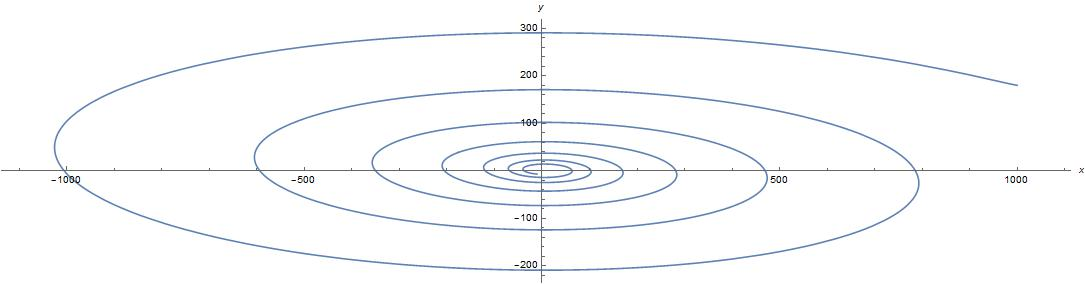
Curva obtida a partir da solução com e.

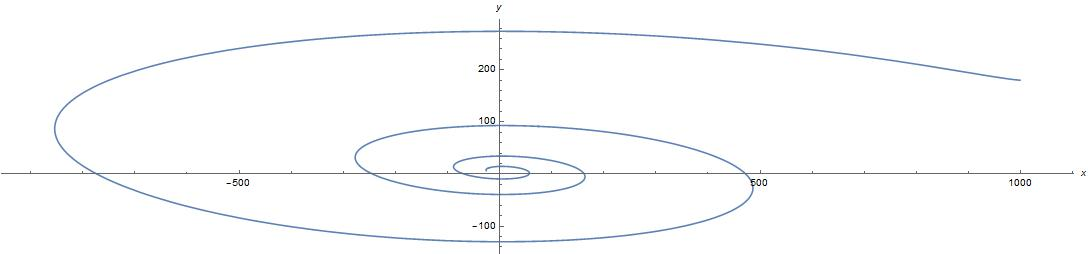
Curva obtida a partir da solução com e.

A fim de analisar as soluções para o sistema fracionário, assim como no caso clássico, pode-se introduzir as variáveis {\displaystyle u(t)} e {\displaystyle v(t)}, de modo que
{\displaystyle x(t)=u(t)+{\frac {c}{d}}} e  {\displaystyle y(t)=v(t)+{\frac {a}{b}}.}
Fazendo uso da derivada fracionária no sentido de Caputo, com as devidas substituições de variáveis e simplificações tem-se,
{\displaystyle D_{t}^{\alpha }u(t)=-{\frac {bc}{d}}v(t)+bu(t)v(t)}
{\displaystyle D_{t}^{\beta }v(t)={\frac {ad}{b}}u(t)+dv(t)u(t)}
Do qual, o sistema linearizado correspondente, é dado por
{\displaystyle D_{t}^{\alpha }u(t)=-{\frac {bc}{d}}v(t)}
{\displaystyle D_{t}^{\beta }v(t)={\frac {ad}{b}}u(t)}

## Solução do sistema fracionário linearizado
Com o propósito de resolver o sistema fracionário linearizado aplica-se a transformada de Laplace nas duas equações, donde tem-se
{\displaystyle {\mathcal {L}}\{D_{t}^{\alpha }u(t)\}=-{\frac {bc}{d}}{\mathcal {L}}\{v(t)\}\implies s^{\alpha }F(s)-s^{\alpha -1}u_{0}=-{\frac {bc}{d}}G(s)}
{\displaystyle {\mathcal {L}}\{D_{t}^{\beta }v(t)\}={\frac {ad}{b}}{\mathcal {L}}\{u(t)\}\implies s^{\beta }G(s)-s^{\beta -1}v_{0}={\frac {ad}{b}}F(s)}
Em que, {\displaystyle F(s)\equiv {\mathcal {L}}\{u(t)\}} e {\displaystyle G(s)\equiv {\mathcal {L}}\{v(t)\}}, e além disso, {\displaystyle u_{0}=u(0)} e {\displaystyle v_{0}=v(0)} denotam, respectivamente, as populações iniciais de presa e predador.
A partir deste ponto, ao isolar {\displaystyle F(s)} na segunda equação e substituir sua expressão na primeira, e de modo análogo, isolar {\displaystyle G(s)} na primeira equação e substituir a equação resultante na segunda, chega-se às seguintes transformadas
{\displaystyle F(s)=u_{0}{\frac {s^{\alpha +\beta -1}}{s^{\alpha +\beta }+ac}}-v_{0}{\frac {bc}{d}}{\frac {s^{\beta -1}}{s^{\alpha +\beta }+ac}}}
{\displaystyle G(s)=v_{0}{\frac {s^{\alpha +\beta -1}}{s^{\alpha +\beta }+ac}}+u_{0}{\frac {ad}{b}}{\frac {s^{\alpha -1}}{s^{\alpha +\beta }+ac}}}
Assim, tendo em vista que se busca as soluções das respectivas equações do sistema fracionário linearizado, aplica-se nestas equações a transformada de Laplace inversa, donde tem-se as seguintes soluções
{\displaystyle u(t)={\mathcal {L}}^{-1}\{{\mathcal {L}}\{u(t)\}\}={\mathcal {L}}^{-1}\{F(s)\}=u_{0}E_{\alpha +\beta }(-act^{\alpha +\beta })-v_{0}{\frac {bc}{d}}t^{\alpha }E_{\alpha +\beta ,\alpha +1}(-act^{\alpha +\beta })}
{\displaystyle v(t)={\mathcal {L}}^{-1}\{{\mathcal {L}}\{v(t)\}\}={\mathcal {L}}^{-1}\{G(s)\}=v_{0}E_{\alpha +\beta }(-act^{\alpha +\beta })-u_{0}{\frac {ad}{b}}t^{\beta }E_{\alpha +\beta ,\beta +1}(-act^{\alpha +\beta })}
nas quais {\displaystyle E_{\mu }(x)} e {\displaystyle E_{\mu ,\nu }(x)} denotam as funções de Mittag_Leffler  de um e dois parâmetros, respectivamente.

## Exemplo numérico
Modelos numéricos em geral são capazes de revelar a forma das soluções conforme se variam as ordens das derivadas. As figuras apresentadas representam as soluções do sistema na forma linearizada, sendo consideradas para as constantes os valores {\displaystyle {a=2,b=8/5,c=2}} e {\displaystyle {d=2/5}}. Além disso, as condições iniciais escolhidas são {\displaystyle {x(0)=1000}} e  {\displaystyle {y(0)=180}}.
Para cada uma das possíveis combinações dos parâmetros {\displaystyle {\alpha }} e {\displaystyle {\beta }}, que identificam as derivadas fracionárias de {\displaystyle {x(t)}} e {\displaystyle {y(t)}}, tem-se uma curva correspondente, de modo que a partir destas observa-se como {\displaystyle {\alpha }} e {\displaystyle {\beta }} influenciam o comportamento das soluções em torno do ponto crítico, {\displaystyle {Q(5,5/4)}}, de acordo com as condições estipuladas.
Algumas análises podem feitas a partir dos gráficos, por exemplo, quando {\displaystyle {\alpha =1}} e {\displaystyle {\beta =1}} tem-se uma elipse centrada em {\displaystyle {Q}}, o que é normal devido as derivadas serem de ordem inteira, mas este fato também sugere ser a versão fracionária uma generalização do caso clássico. Além disso, nota-se que conforme se diminui o valor das ordens das derivadas tem se uma convergência para o ponto {\displaystyle {Q}}, e isto de modo cada vez mais acentuado.
A dimensão efetiva do sistema, {\displaystyle D=\alpha +\beta }, sugere certa influência no comportamento das curvas, uma vez que soluções obtidas a partir de equações com mesmo valor {\displaystyle D} apresentam traços semelhantes.
Embora o sistema resolvido tenha sido linearizado, a partir das soluções apresentadas percebe-se sob certo aspecto o quanto este modelo denota um caráter mais realístico comparado à versão clássica de Lotka-Volterra, pois conforme a dimensão efetiva do sistema diminui a população das duas espécias tendem a escapar do ciclo da extinção, sendo esta uma característica real das populações devido a outros fatores não considerados.